# 48. BAFTA-gála
Az 48. BAFTA-gálát 1995. április 21-én tartották, melynek keretében a Brit film- és televíziós akadémia az 1994. év legjobb filmjeit és alkotóit díjazta.

## Díjazottak és jelöltek
(a díjazottak félkövérrel vannak jelölve)

### Legjobb film
Négy esküvő és egy temetés
- Forrest Gump
- Ponyvaregény
- Kvíz Show

### Alexander Korda-díj az év kiemelkedő brit filmjének
Sekély sírhant
- Backbeat - A bandából legenda lett
- Bhaji on the Beach
- Pap

### Legjobb nem angol nyelvű film
Huózhe • Kína
- Belle époque • Spanyolország
- Három szín: Piros (Trois couleurs: Rouge) • Franciaország
- Étel, ital, férfi, nő (Yin shi nan nu) • Tajvan

### David Lean-díj a legjobb rendezésért
Mike Newell - Négy esküvő és egy temetés
- Krzysztof Kieślowski - Három szín: Piros
- Quentin Tarantino - Ponyvaregény
- Robert Zemeckis - Forrest Gump

### Legjobb főszereplő
Hugh Grant - Négy esküvő és egy temetés
- Tom Hanks - Forrest Gump
- Terence Stamp - Priscilla, a sivatag királynőjének kalandjai
- John Travolta - Ponyvaregény

### Legjobb női főszereplő
Susan Sarandon - Az ügyfél
- Linda Fiorentino - Végső csábítás
- Irène Jacob - Három szín: Piros
- Uma Thurman - Ponyvaregény

### Legjobb férfi mellékszereplő
Samuel L. Jackson - Ponyvaregény
- Simon Callow - Négy esküvő és egy temetés
- John Hannah - Négy esküvő és egy temetés
- Paul Scofield - Kvíz Show

### Legjobb női mellékszereplő
Kristin Scott Thomas - Négy esküvő és egy temetés
- Charlotte Coleman - Négy esküvő és egy temetés
- Sally Field - Forrest Gump
- Anjelica Huston - Rejtélyes manhattani haláleset

### Legjobb adaptált forgatókönyv
Kvíz Show - Paul Attanasio
- Felsőbb osztályba léphet - Ronald Harwood
- Forrest Gump - Eric Roth
- Mennyei örömök klubja - Ronald Bass, Amy Tan
- Három szín: Piros - Krzysztof Kieślowski, Krzysztof Piesiewicz

### Legjobb eredeti forgatókönyv
Ponyvaregény - Roger Avary, Quentin Tarantino
- Priscilla, a sivatag királynőjének kalandjai - Stephan Elliott
- Négy esküvő és egy temetés - Richard Curtis
- Philadelphia – Az érinthetetlen - Ron Nyswaner

### Legjobb operatőri munka
Interjú a vámpírral
- Priscilla, a sivatag királynőjének kalandjai
- Forrest Gump
- Ponyvaregény

### Legjobb jelmez
Priscilla, a sivatag királynőjének kalandjai
- Négy esküvő és egy temetés
- Interjú a vámpírral
- Kisasszonyok

### Legjobb vágás
Féktelenül
- Forrest Gump
- Négy esküvő és egy temetés
- Ponyvaregény

### Legjobb smink
Priscilla, a sivatag királynőjének kalandjai
- Interjú a vámpírral
- A Maszk
- Mrs. Doubtfire - Apa csak egy van

### Anthony Asquith-díj a legjobb filmzenének
Backbeat - A bandából legenda lett - Don Was
- Priscilla, a sivatag királynőjének kalandjai - Guy Gross
- Négy esküvő és egy temetés - Richard Rodney Bennett
- Oroszlánkirály - Hans Zimmer

### Legjobb díszlet
Priscilla, a sivatag királynőjének kalandjai
- Négy esküvő és egy temetés
- Interjú a vámpírral
- Kisasszonyok

### Legjobb hang
Féktelenül
- Backbeat - A bandából legenda lett
- Oroszlánkirály
- Ponyvaregény

### Legjobb vizuális effektek
Forrest Gump
- A Maszk
- Féktelenül
- True Lies – Két tűz között